# 圣欧班-鲁托
圣欧班-鲁托（法語：Saint-Aubin-Routot，法語發音：[sɛ̃.t‿obɛ̃ ʁuto]）是法国滨海塞纳省的一个市镇，属于勒阿弗尔区。该市镇于1823年由原市镇圣欧班德塞尔克伊（Saint-Aubin-des-Cercueils）、博康（Beaucamp）和鲁托（Routot）合并而成。

## 地理
圣欧班-鲁托（49°31'23"N, 0°19'33"E）面积6.63 平方千米，位于法国诺曼底大区滨海塞纳省，该省份为法国北部沿海省份，其西部及北部濒大西洋英吉利海峡，东起顺时针与索姆省、瓦兹省、厄尔省和卡爾瓦多斯省接壤。
与圣欧班-鲁托接壤的市镇（或旧市镇、城区）包括：埃普勒托、盖讷维尔、乌达勒、圣洛朗德布雷沃当、圣罗曼-德科尔博斯克、圣樊尚-克拉梅尼勒、桑杜维尔。

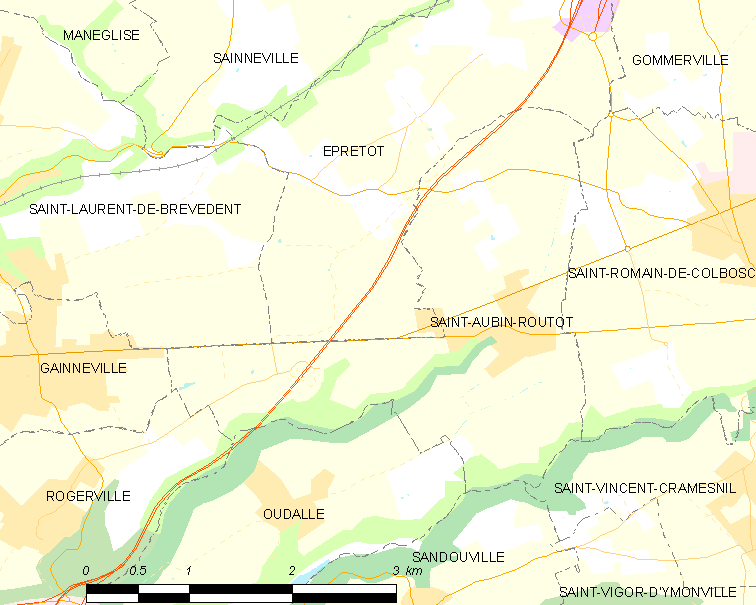
圣欧班-鲁托的OSM定位图

圣欧班-鲁托的时区为UTC+01:00、UTC+02:00（夏令时）。

## 行政
圣欧班-鲁托的邮政编码为76430，INSEE市镇编码为76563。

## 政治
圣欧班-鲁托所属的省级选区为圣罗曼-德科尔博斯克县。

## 人口

1962-2008年间圣欧班-鲁托人口变化图示

圣欧班-鲁托于2022年1月1日时的人口数量为1972人。